# (37922) 1998 FQ109
1998 FQ109 (asteroide 37922) é um asteroide da cintura principal. Possui uma excentricidade de 0.10696450 e uma inclinação de 5.24329º.
Este asteroide foi descoberto no dia 31 de março de 1998 por LINEAR em Socorro.